# Гиддингс, Франклин Генри
Франклин Генри Гиддингс (англ. Franklin Henry Giddings; 23 марта 1855, Шерман — 11 июня 1931, Скарсдейл, Нью-Йорк) — американский социолог и экономист.
Окончил Юнион-колледж в 1877 году. В течение последующих десяти лет писал статьи для спрингфилдских газет Republican и Daily Union. В 1888 году был назначен преподавателем политологии в колледже Брин Мор; в 1894 году стал профессором социологии в Колумбийском университете. С 1892 по 1905 год был вице-президентом Американской академии политических и социальных наук. В 1914 году стал одним из первых участников Американской статистической ассоциации.

## Основные работы
- «Современный процесс распределения» (в сотрудничестве с Джоном Кларком, 1888).
- «Теория социологии» (1894).
- Основания социологии : анализ явлений ассоциации и социальной организации = The principles of sociology (1896) / Пер. с англ. Н. Н. Спиридонова. — Изд. 3-е. — М. : URSS, 2012. — 427 с. — (Из наследия мировой социологии) — ISBN 978-5-396-00439-9
- «Теория социализации» (1897).
- «Элементы социологии» (1898).
- «Демократия и империя» (1900).
- «Индуктивная социология» (1901).
- «Описательная и историческая социология» (1906).